# Freiburgi Egyetem
A Freiburgi Egyetem egy kétnyelvű, német és francia nyelvű felsőoktatási intézmény, amely a svájci Fribourg városában található.

## Története
1889-ben megalapították az egyetlen katolikus orientációjú egyetemként Svájcban. Ma már nem a katolikus identitása az uralkodó, de továbbra is a katolikus teológia tanulmányozásának fontos központja.
1886-ban Georges Python, a Cantonal Bank of Fribourg alapítója Fribourg Kanton Oktatási Minisztériumának igazgatója lett, és 2 500 000 svájci frankot gyűjtött egy állami egyetem létrehozására. Ma ez az egyetem az egyetlen, amely kétnyelvű oktatást kínál a világon, az órák 45%-a francia és 55%-a német nyelven folyik. 1902-ben Paolo Arcari (az olasz irodalom professzora) tanított, aki 1928-ban az egyetem rektora lett.
1933 és 1938 között Bruno Migliorini nyelvészé volt a romantikus filológia katedrája, 1952-ig pedig Gianfranco Contini olasz filológusé. Utóbbit Arrigo Castellani követte.

## Karok
Az egyetem öt karra oszlik: bölcsészettudományi, jogi, kriminalisztikai, teológiai, gazdasági és társadalomtudományi kar. Az olasz nyelv és irodalom a Romantikus Nyelvek és Irodalmak Tanszéke irodalomtudományi karának része. Az egyetemnek összesen közel 10 000 hallgatója és 2000 alkalmazottja van, ebből 210 professzor.
- A Bölcsészettudományi Kar a legnagyobb kar, mintegy 4000 hallgatóval, akik kurzusokat és szemináriumokat követnek a filozófia, a történettudományok, a nyelvek, az irodalom, a pedagógia, a pszichológia vagy a társadalomtudományok területén.
- Az Állam- és Jogtudományi Karnak körülbelül 1900 hallgatója van. A program magában foglalja a nemzeti és nemzetközi jogot; mindkét tantárgy mindkét nyelven követhető.
- A Teológiai Kar a legnagyobb és legnemzetközibb Svájcban, és Luzernnel együtt a két állami egyetem egyike Svájcban, amely katolikus teológiai karral rendelkezik.
- Körülbelül 1900 hallgató vesz részt a Közgazdaság- és Társadalomtudományi Kar négy alapképzési és hét mesterképzési szakának egyikében. A tanárok négy tanszéken oktatnak: üzleti menedzsment, politikai gazdaságtan, információs technológia, média és kommunikáció tudományok. Továbbá a Nemzetközi Technológiai Menedzsment Intézet (iimt) és a Verbandsmanagement Institut (VMI) a Kar szerves része.
- A Természettudományi Kar 1896-ban alakult, és hét tanszékből áll: biológia, kémia, földtudományok, számítástechnika, matematika, orvostudomány és fizika. A kar 14 területből áll: biokémia, biológia, kémia, földrajztudomány, számítástechnika, humán- és fogorvostudomány (bachelor), matematika, idegtudomány, gyógyszerészet, fizika, orvosbiológiai tudományok, környezettudományok, földtudományok (geológia) és sport.

## Kampuszok
Az egyetemnek öt kampusza van. A főbbek a Misericorde és a Pérolles. Az előbbi 1939–42 között épült Denis Honegger és Fernand Dumas építészek, Le Corbusier tanítványainak tervei alapján, és főként a teológiai, jogi és bölcsészkaroknak ad otthont. A Perolles területén viszont a természettudományi és a közgazdasági kar található, ezt 1980-ban avatták fel, majd 2005-ben bővítették ki.
A többi kampusz a Regina Mundi (pszichológiai, pedagógiai és neveléstudományi tanszék), a Portes de Fribourg (szláv nyelvek és alkotmányjogi tanszék) és a Beauregard (büntető-, köz- és magánjogi), valamint regény irodalom tanszék.

## Híres emberek
- Georg Gänswein érsek itt tanult 1976–79 között filozófiát és teológiát
- Angelo Scola olasz bíboros, milánói érsek, velencei pátriárka itt szerezte második doktorátusát[1]

## Érdekesség
- Paul Cantonneau professzor egy kitalált karakter a Tintin kalandjai című képregényből. Hergé képzeletében Cantonneau geográfus és a Freiburgi Egyetem professzora volt. Tintin tudományos küldetéseiben kísérőként jelenik meg a Titokzatos csillag, A hét kristálygömb és A Nap temploma című részekben. Ezt a karaktert Georges Python, az Egyetem alapítója ihlette.

## Fordítás
- Ez a szócikk részben vagy egészben  az   Università di Friburgo című olasz Wikipédia-szócikk ezen változatának fordításán alapul.  Az eredeti cikk szerkesztőit annak laptörténete sorolja fel. Ez a jelzés csupán a megfogalmazás eredetét és a szerzői jogokat jelzi, nem szolgál a cikkben szereplő információk forrásmegjelöléseként.